# Eurostekker

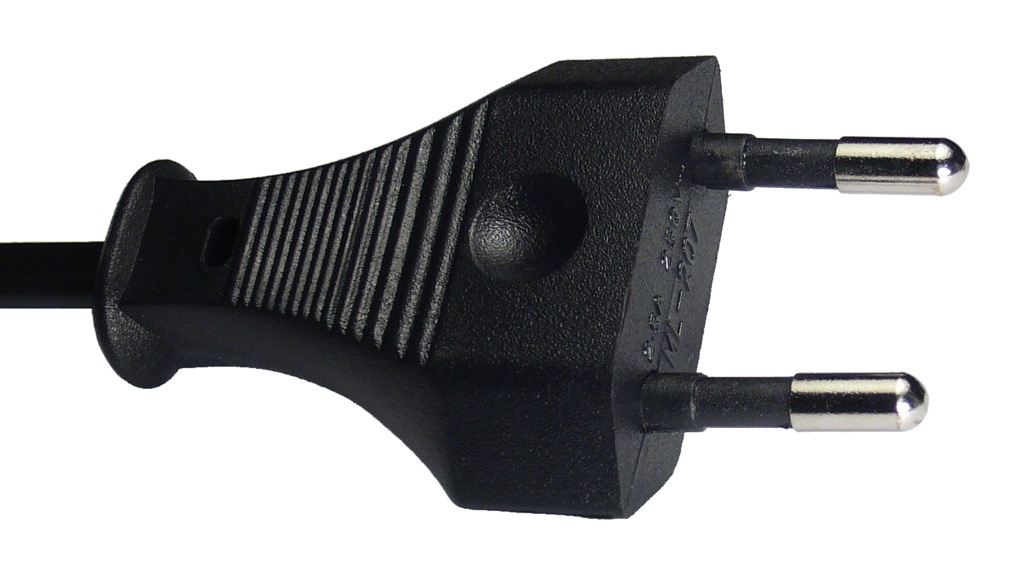
Voorbeeld van een eurostekker

Officiële afmetingen van een Eurostekker

Voor dubbel geïsoleerde lichte apparatuur die geen aarde nodig heeft is de eurostekker (CEE 7/16) veelvoorkomend: dit is een platte stekker met alleen twee metalen pennen voor fase en nul. Deze stekker is speciaal ontworpen om in continentaal Europa in vrijwel elke contactdoos te passen, met of zonder aarde.

## Specificaties
De stekker heeft twee pennen van 19 mm lang en laat maximaal 2,5 ampère toe. De pennen zijn gedeeltelijk van isolatie voorzien, zodat ze niet aangeraakt kunnen worden als de stekker gedeeltelijk in het stopcontact zit. De metalen kop heeft, in tegenstelling tot de meeste Europese stekkers van 4,8 mm, een diameter van 4 mm en lengte van 9 mm. Het geïsoleerd gedeelte is 10 mm lang met een maximale diameter van 3,8 mm. De pennen lopen niet parallel, maar iets naar elkaar toe. De hartafstand is 17,5 mm aan de punt en 18,6 mm onderaan. Dit zorgt, samen met de flexibiliteit van het geïsoleerde gedeelte, er voor dat de stekker in contactdozen met verschillende maten past.

## BS 4573 (UK shaver)

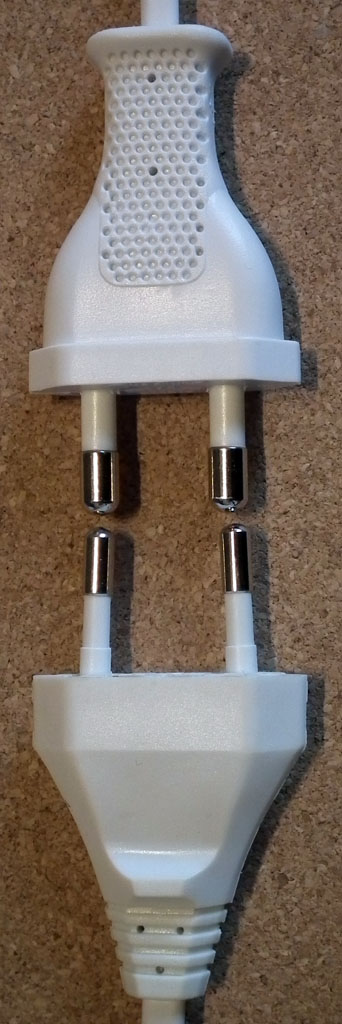
Een BS 4573 (boven) en een Eurostekker (onder)

In het Verenigd Koninkrijk wordt een standaard stekker voor onder andere scheerapparaten gebruikt. Hoewel deze sterk op de Europlug lijkt, verschillen ze op een aantal vlakken (zie afbeelding). De Britse stekker heeft pennen van 4,8 mm die over de gehele lengte 16,7 mm uit elkaar staan. Hoewel het officieel niet de bedoeling is, is het mogelijk om de Europlug op shaver sockets te gebruiken.

## Euro-contactdoos
Hoewel de specificatie alleen om een stekker gaat, bestaan er platte contactdozen (meestal tafelcontactdozen) waarin alleen deze stekker past: de Euro-contactdoos.

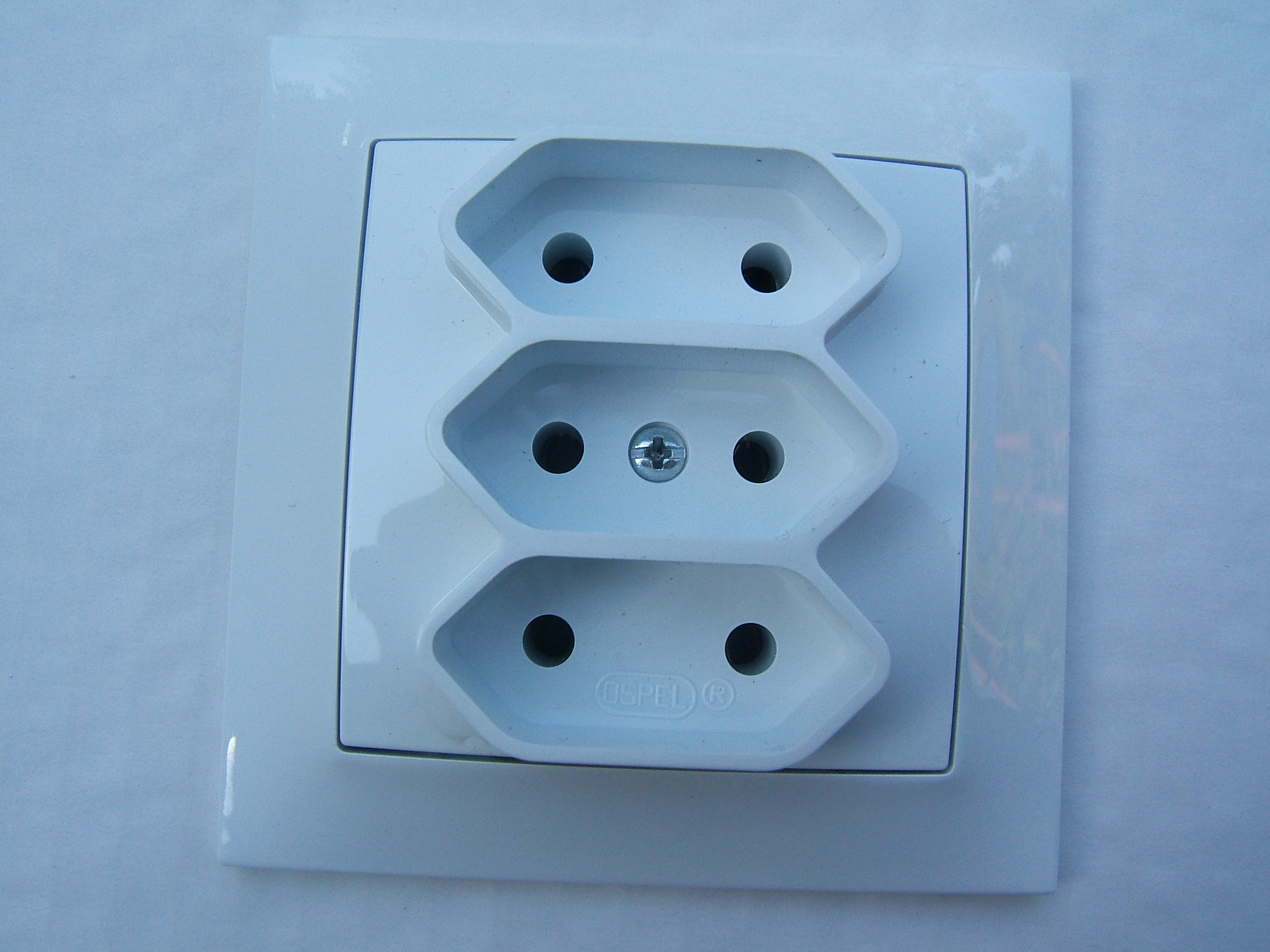
Wandcontactdoos voor eurostekkers